# هيلموت بانك
هيلموت جانتير ويليام بانك  (ولد في 31 آب 1946 في فورستنفالدة، ألمانيا الشرقية) هو مدير وعالم فيزياء ألماني كان يحمل عضوية مجلس إدارة العديد من الشركات - مايكروسوفت وباير والخطوط الجوية السنغافورية. خلال الثلاثين عاماً الماضية، انتشرت مهنة بانك الإدارية في العديد من الشركات، بما في ذلك على سبيل المثال العمل كرئيس لمجلس الإدارة في بي إم دبليو من أيار 2002 حتى آب 2006.

## التعليم
في عام 1972، تخرج بانكي في الفيزياء من جامعة ميونخ (Ludwig-Maximilians-Universität München)، بعد أن بدأ دراسته في عام 1968، وحصل على درجة الدكتوراه في الفلسفة. في عام 1976.
قبل دراسته، خلال الفترة من 1964 إلى 1965، كان بانك طالباً في AFS Exchange في الولايات المتحدة. بعد حصوله على درجة الدكتوراه في الفيزياء النووية، التحق بانكي بالمعهد السويسري للأبحاث النووية.

## مسار مهني مسار وظيفي
من عام 1976 إلى عام 1978، كان بانكي باحثاً في المعهد السويسري للأبحاث النووية ومحاضراً في جامعة ميونيخ.
من عام 1978 إلى عام 1982، كان مستشاراً لشركة ماكنزي. في عام 1982، بدأ في بي إم دبليو (BMW) كرئيس للتخطيط والتحكم في قسم البحث والتطوير، قبل تولي وظائف الإدارة في عام 1985.
قال لاحقاً إن انجذابه للشركة كان على أساس السمعة التي تتمتع بها في تشجيع الإبداع والاستقلالية بين موظفيها.
على مدار العشرين عاماً التالية، شق بانكي طريقه من خلال الشركة، حيث عمل في كل قسم تقريباً: شغل منصب رئيس مجلس الإدارة في بي إم دبليو (المملكة المتحدة) Capital PLC، ورئيس مجلس الإدارة والرئيس التنفيذي لشركة بي إم دبليو (الولايات المتحدة ) شركة قابضة من 1993 إلى 1996، أدار منشأة التصنيع الأمريكية التي كانت مسؤولة عن البناء والتخطيط المؤسسي والتنظيم والموظفين وتكنولوجيا المعلومات والتمويل والمبيعات. من عام 1996 إلى عام 1999، تركزت مهامه على الموارد البشرية وتكنولوجيا المعلومات. من 1999 إلى 2002، شغل منصب عضو مجلس الإدارة المسؤول عن الشؤون المالية.
في عام 2002، خلف بانكي يواكيم ميلبرج ليصبح رئيسًا لشركة بي إم دبليو بعد استقالة ميلبرج لأسباب صحية. خلال فترة عمله من 16 أيار 2002 حتى 1 أيلول 2006، كان له الفضل في قيادة تدويل الشركة ورفضه نقل الشركة إلى السوق الشامل الأقل سعراً.

## نشاطات أخرى
عمل Panke في مجلس إدارة مايكروسوفت من 2003 حتى 2019، كأول عضو مجلس إدارة من خارج الولايات المتحدة. وبهذه الصفة، كان أيضاً رئيس لجنة التنظيم والسياسة العامة، وعضوًا في لجنة التعويضات ولجنة التدقيق في مايكروسوفت.
في عام 2004، تم انتخاب بانكي في مجلس إدارة يو بي إس، حيث شغل منصب عضو لمدة أحد عشر عاماً. ترك مجلس الإدارة في الاجتماع العام السنوي لعام 2015، وتنحي عن منصبه بسبب الأحكام التنظيمية المتعلقة بمدة العضوية. كما عمل كعضو في لجنة الموارد البشرية والتعويضات ولجنة المخاطر منذ عام 2008.
بالإضافة إلى ذلك، شغل بانك المناصب التالية:
- الخطوط الجوية السنغافورية، عضو مستقل غير تنفيذي في مجلس الإدارة (2009-2018)[11][12]
- باير، عضو مجلس الرقابة (2006-2016)[5]
- بيرتلسمان، عضو مجلس الإشراف (2005-2017)[13]
- دبي انترناشيونال كابيتال، عضو المجلس الاستشاري (منذ 2007)[14]
- باير شيرينغ فارما إيه جي، عضو مجلس الإشراف[8]

خلال الفترة التي قضاها في شركة بي إم دبليو، عمل بانكي كعضو في مجلس إدارة ACEA، وهي جمعية Constructeurs Européens d'Automobile، بلجيكا، عضوًا في مجلس إدارة VDA، وهي جمعية صناعة السيارات الألمانية، وغرفة التجارة الأمريكية في ألمانيا.

## حصل على
- 2006 - جائزة التفاهم والتسامح من المتحف اليهودي في برلين